# Nuevo Vallarta

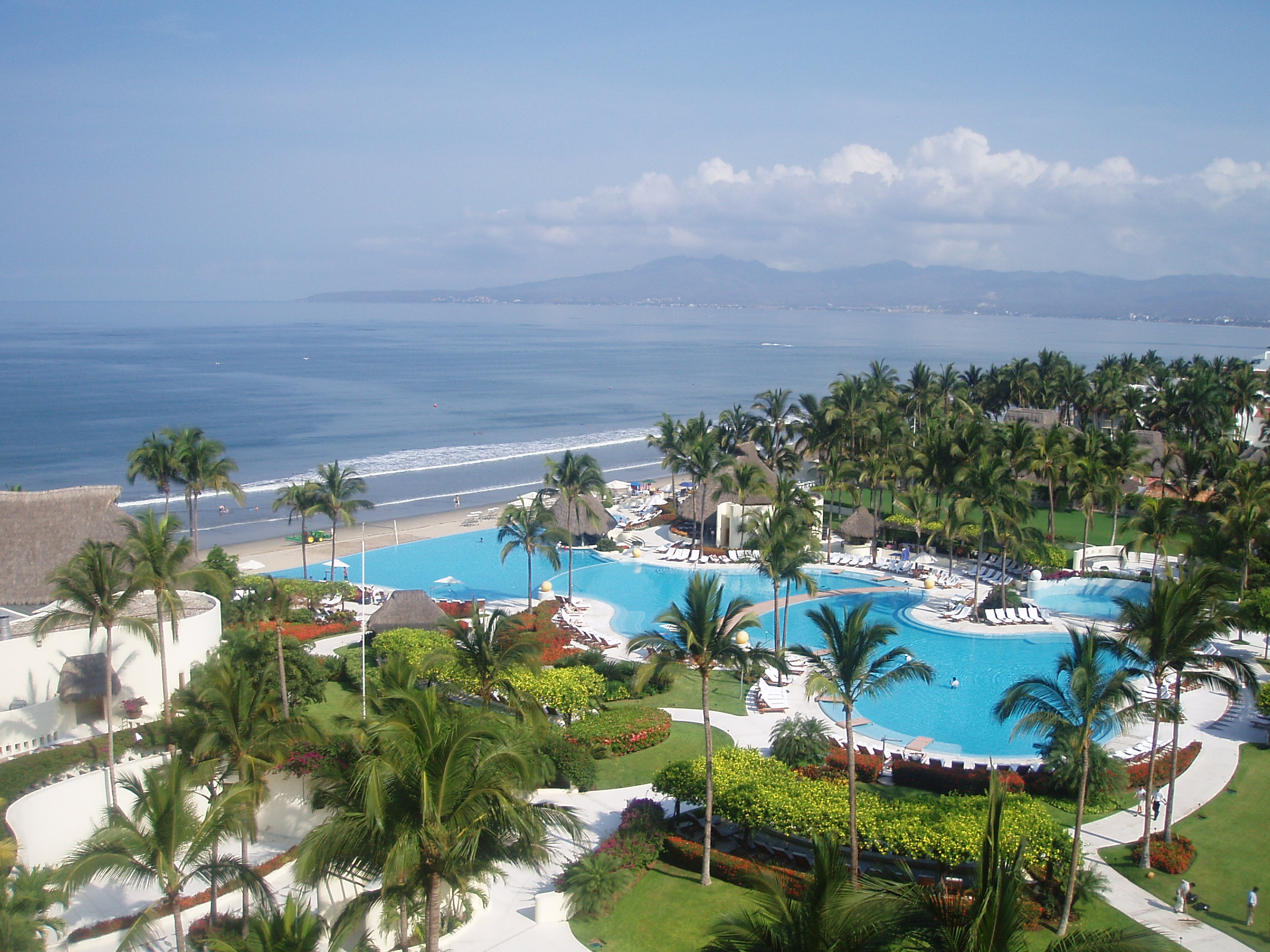
Widok na plażę w Nuevo Vallarta

Nuevo Vallarta – zaplanowany i założony w 1992 roku ośrodek wypoczynkowy w meksykańskim stanie Nayarit, w pobliżu miasta Puerto Vallarta (które jednak leży w stanie Jalisco) oraz obsługującego je lotniska. Administracyjnie należy do gminy Bahía de Banderas. Według spisu z 2010 roku zamieszkane przez 1302 osoby.
Turyści przybywają do Nuevo Vallarta głównie z USA oraz Kanady. Większość sklepów akceptuje zarówno peso meksykańskie, jak i amerykańskie dolary.